# Castet
Castet – miejscowość i gmina we Francji, w regionie Nowa Akwitania, w departamencie Pireneje Atlantyckie.
Według danych na rok 1990 gminę zamieszkiwało 157 osób, a gęstość zaludnienia wynosiła 7 osób/km² (wśród 2290 gmin Akwitanii Castet plasuje się na 1019. miejscu pod względem liczby ludności, natomiast pod względem powierzchni na miejscu 448.).